# Yukio Tsuchiya
Yukio Tsuchiya (jap. 土屋 征夫 Tsuchiya Yukio; ur. 31 lipca 1974) – japoński piłkarz występujący na pozycji obrońcy. Obecnie występuje w Ventforet Kofu.

## Kariera klubowa
Od 1997 roku występował w klubach Tokyo Verdy, Vissel Kobe, Kashiwa Reysol, Omiya Ardija i Ventforet Kofu.